# Guillermo Campra
Guillermo Martín Campra Elizalde(Barcelona, 11 de març de 1997) es un actor català conegut especialment per la seva participació a la sèrie de TVE Águila roja com Alonso. Es germà de la també actriu Carla Campra.
Va Començar la seva carrera des de molt petit fent anuncis per a televisió. Al 2007 va aconseguir el paper protagonista a la que seria la seva primera pel·lícula, Carlitos y el Campo de los Sueños, on va interpretar a Carlitos, un nen orfe que viu en un orfenat amb el somni de ser jugador de futbol professional. La pel·lícula va ser guardonada amb alguns premis, entre ells, el Premi a la millor Pel·lícula i el Premi del públic al Festival de Cine de Giffoni, à la categoría Elements +6.
Un any després, participa en alguns episodis de la sèrie El internado con interpretava Samuel Espí per els flashbacks ocasionals sobre la seva infantesa. Posteriorment, gravà el seu primer curt, Divina Justicia.
Al 2009 arribaria el paper a la sèrie de televisió Águila roja, on Guillermoencarna a Alonso de Montalvo, el fill de Águila Roja. A més a més de la sèrie, en 2009 aparegué en el seu segon curt Sin cobertura. Al 2010 va ser pregoner del Carnaval de El Tiemblo (Ávila), municipi on es roden moltes de les escenes exteriors d'Águila Roja.